# Tamaskan
Der Tamaskan ist eine von der FCI nicht anerkannte  Hunderasse aus Finnland, die mit dem Ziel gezüchtet wird, der Wildform der Tierart Hund, also dem Wolf, so ähnlich wie möglich zu sehen, ohne dabei die positiven Eigenschaften eines Haushundes zu verlieren. Ihr Charakter unterscheidet sie von Rassen wie etwa dem Saarloos- oder dem Tschechoslowakischen Wolfhund.
Aus wissenschaftlicher Sicht handelt es sich beim Tamaskan um eine Abbildzüchtung, bei der aus Haushunden wieder ein wolfsähnliches Tier gezüchtet werden soll.
Ob es sich bei den Tamaskan um Northern-Inuit-Hunde handelt bzw. diese denselben Ursprung haben, ist nicht eindeutig geklärt.

## Geschichte
Die Zucht des Tamaskans begann in den 1980er Jahren mit fünf Schlittenhunden unbekannten Ursprungs, die als Husky-Typ beschrieben wurden und aus den USA nach Großbritannien importiert und dort später mit Sibirischen Huskies, Alaskan Malamutes, Samojede, Kanadischen Eskimohunden und Deutschen Schäferhunden bzw. entsprechenden Mischlingen gekreuzt wurden. Die Nachkommen aus diesen Kreuzungen wurden dann nach Finnland exportiert und dort mit weiteren wolfsartig aussehenden Schlittenhunden vermischt. Danach wurden die so entstandenen Hunde weiter untereinander gekreuzt. Das Ziel dabei war, einen Hund zu züchten, der äußerlich einem Wolf glich, aber als Arbeits- und Familienhund geeignet war.
Ursprünglich wurden diese Hunde als Wolf-Hund (englisch „wolf-dog“) bezeichnet. Die Rasse wurde 1988 zu Northern Inuit umbenannt, und die Northern-Inuit-Gesellschaft wurde gegründet.
Da die ursprünglichen Züchter ungenaue Zuchtstatistiken führten, kam es zu Verpaarungen von nahe verwandten Hunden (Inzucht) und dadurch zu Gesundheitsproblemen, welche aber erst viel später entdeckt wurden. Daher war es nötig, sich nach anderen Hunden umzusehen, die über die gewünschten körperlichen und geistigen Eigenschaften verfügten. Im Jahr 2005 führte die Suche nach Lappland, wo man Schlittenhunde mit ähnlichem Aussehen entdeckte. Nach einigen Verhandlungen wurde eine Hündin erstanden und nach Großbritannien importiert, und fünf weitere Hunde wurden für 2006 bei denselben Züchtern reserviert.
Im Jahr 2005 wurde dann die ursprünglich importierte Hündin zusammen mit sieben ausgesuchten Hunden aus den Blustag Kennels Großbritanniens (sowie vier weiteren Hunden aus Großbritannien und zwei Hunden aus den Blustag Kennels der USA) nach Finnland zurückgeschickt. Die reservierten fünf Hunde wurden aus Lappland geholt. Von diesen wurden zwei (ein Rüde und eine Hündin aus verschiedenen Würfen) nach Großbritannien exportiert.
Im Frühjahr 2006 wurde das Tamaskan-Dog-Register gegründet. Im selben Jahr wurden auch die Tamaskan-Gesellschaft Großbritanniens und der Nationale-Tamaskan-Club der USA gegründet. Seit dem Jahr 2006 wurden Tamaskans in die Niederlande, nach Großbritannien, Schweden und in die USA exportiert, ebenso fanden Exporte aus den USA nach Großbritannien und Importe nach Dänemark, Deutschland und Frankreich statt.
Laut Angaben des Tamaskan-Dog-Registers wurden bis 2009 noch weitere Hunde eingekreuzt, um weitere wünschenswerte Eigenschaften in die Rasse zu bringen. Unter anderem wurde bei einem Wurf in Deutschland ein Saarlooswolfhund eingekreuzt.
Nach einer Neuordnung im Jahre 2011 wurde eine Non-Profit-Organisation gegründet, deren Vorstand sich aus acht Landesvertretern zusammensetzt. Es wurde außerdem aufgrund des sehr engen Genpools beschlossen, weitere ausgewählte Hunde in die Zucht einzugliedern. Hierbei handelt es sich zum Großteil um Mischlinge, die dem Charakter und dem Aussehen des Tamaskans entsprechen.

## Erscheinung
Laut Standard sollte ein Tamaskan wolfsähnliches Aussehen haben, mit rauem und dickem Fell (Winter- und Sommerfell unterschiedlich dick), mittelgroßen Ohren, einem geraden, buschigen Schwanz und charakteristischer Wolfsmaske. Generell gilt eine möglichst starke Ähnlichkeit mit dem Wolf als Zuchtziel. Ein Scherengebiss ist Pflicht, ebenso wie eine schwarze Nase und gelbliche, bernsteinfarbene oder braune Augen.

## Verhalten
Der Tamaskan gilt als intelligent und arbeitsfreudig. Ein Tamaskan ist nicht gern allein und braucht als Arbeitshund Beschäftigung und Auslastung seiner Fähigkeiten. Bei Nichtberücksichtigung dieser Bedürfnisse können Probleme wie Ausbruchsversuche und zerstörerisches Verhalten auftreten. Wie viele große Hunde sind sie nicht dazu geeignet, ständig in der Wohnung gehalten zu werden. Sie brauchen einen großen Garten oder zumindest täglich reichlich Auslauf.

## Gesundheit
Bisher sind beim Tamaskan außer Kryptorchismus (der Zustand, nur einen Hoden im Hodensack zu haben) keine rassetypischen Krankheiten bekannt. Da Hüftgelenksdysplasie, für die es eine erbliche Veranlagung gibt, sowohl bei Deutschen Schäferhunden als auch bei Sibirischen Huskies vorkommt und die Tamaskan von diesen abstammen, müssen die vom Tamaskan-Dog-Register anerkannten Züchter ihre Hunde ab dem Alter von zwölf Monaten darauf hin untersuchen und röntgen lassen, bevor sie eine Zulassung zur Zucht erhalten können. Außerdem wird eine genetische Untersuchung auf Degenerative Myelopathien der Hunde sowie ein DNA-Nachweis gefordert, mit dem sonstige Erbkrankheiten ausgeschlossen werden.

## Einsatz
Diese Hunde gelten als gehorsam und agil. Zudem sind sie als Familienhunde, Schlittenhunde, Fährtenhunde und Packhunde geeignet. Als Wachhunde sind sie aber nicht zu gebrauchen, da sie Fremden gegenüber als sehr freundlich gelten. Die Eignung hängt aber auch von der Erziehung und der Sozialisation ab.

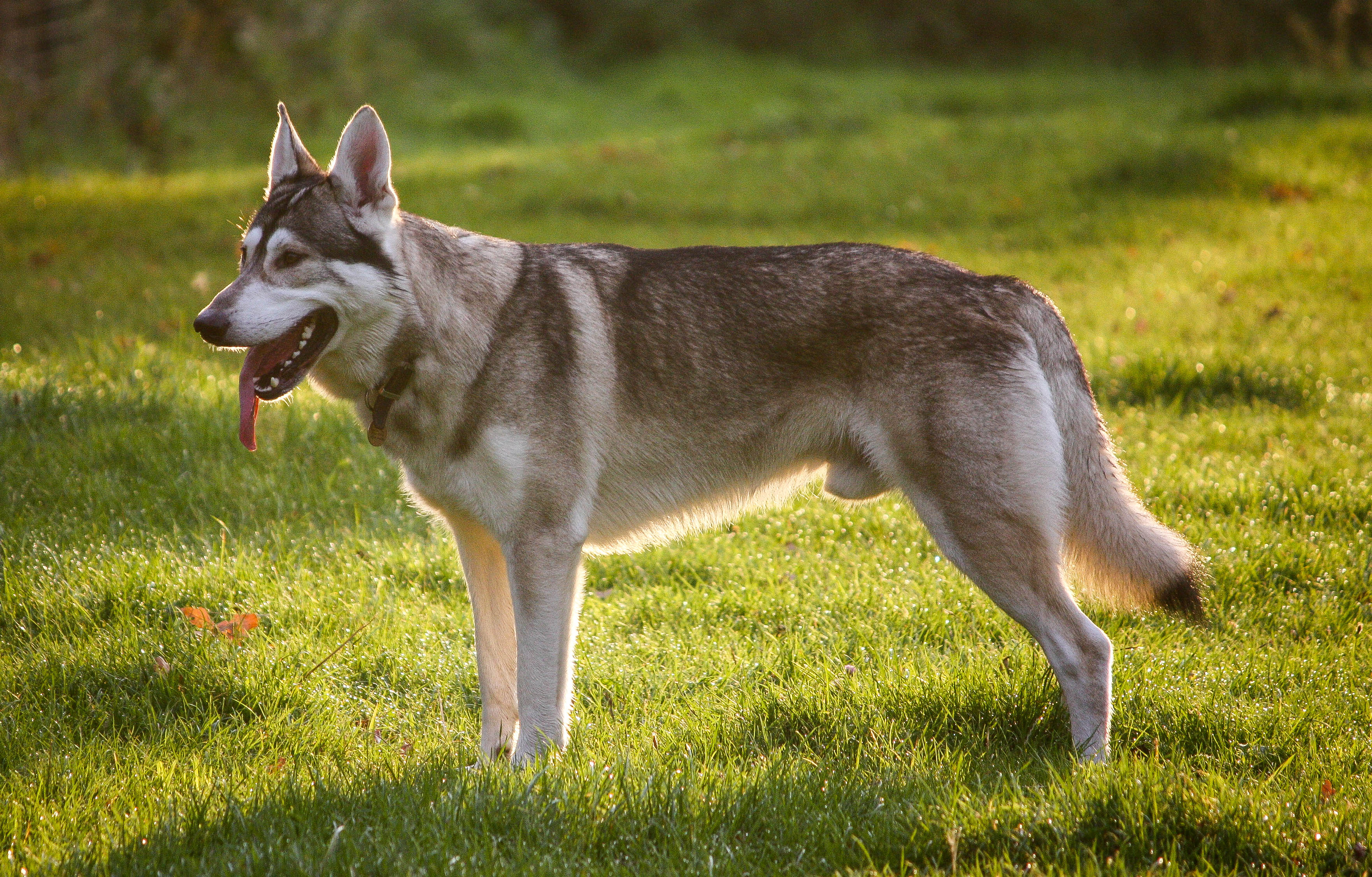
Ein Northern Inuit Hund

## Northern Inuit
Die Meinungen, ob es sich bei den Northern-Inuit-Hunden eigentlich um die Tamaskan handelt, differieren.
Der Northern Inuit wird ausschließlich von einem englischen Hundezuchtverband des Kennel clubs, nicht jedoch von der FCI als eigene Rasse anerkannt.

## Trivia
Ein Tamaskan namens Tuffy ist seit 2010 das Maskottchen des Hochschulsports der North Carolina State University.
Im Jahr 2011 wurden Northern-Inuit-Hunde für die Darstellung der Canis Dirus (in der Serie bezeichnet als Schattenwölfe, bzw. engl.: Dire Wolfs) in der ersten Staffel der Fernsehserie Game of Thrones verwendet.